# 千葉康則
千葉 康則（ちば やすのり、1925年9月25日 - 2004年12月16日）は、日本の脳生理学者、医師。医学博士（1956年）（学位論文「ヒキガエルの膀胱の神經支配 」）。法政大学名誉教授。

## 略歴
東京府（現墨田区）生まれ。京都大学医学部卒。1956年医学博士。学位論文の題は　「ヒキガエルの膀胱の神經支配 」。 京都大学医学部助手、山口県立医科大学（現山口大学医学部）助教授、法政大学教養部教授、1996年定年、名誉教授。2003年瑞宝中綬章叙勲。知能研究所所長。日本生理学会、日本健康科学学会、たばこ問題を考える会会員。専攻は脳生理学、行動科学。
2004年12月16日、慢性腎不全のため死去。

## 著書
- 『科学からみた人間 脳を中心とした生理学』法政大学出版局　1962
- 『脳科学入門 ひとの心理と行動をさぐる』学習研究社　1964
- 『脳 行動のメカニズム』日本放送出版協会　NHKブックス　1966
- 『脳と現代』法政大学出版局　1966
- 『看護=人間科学論』医学書院　1967
- 『すこしずつすこしずつ勉強が好きになる話』法政大学出版局　1968
- 『行動科学とは何か』日本放送出版協会　NHKブックス　1970
- 『頭脳時代を生き抜く本 人間中心の頭脳開発』池田書店　1970　イケダ3Mブックス
- 『生まれかわる看護婦たち 人間看護をめざす看護チームの足跡』医学書院　1972
- 『自分で自分がわからない 混乱期の人間学』ダイヤモンド社　1973
- 『動物行動から人間行動へ 人間行動学入門』培風館　1974
- 『頭のはたらき 脳のはなし』ポプラ社　1976　少年ブックス
- 『出口のない時代 あすの日本人はこうなる』テクノ　1976　クレセントブックス
- 『脳と勉強』1977　草土新書
- 『脳のはたらき』日本放送出版協会　NHKブックスジュニア　1978
- 『喫煙の科学 人間はなぜタバコを吸うのか』たばこ総合研究センター・TASC出版　1979
- 『自信がもてる子育ての話』第三文明社　1979　灯台ブックス
- 『日本人の経営管理 大脳生理学の立場から』日本書籍　1980
- 『あいつと俺の頭の構造』ごま書房　1981　ゴマセレクト
- 『脳と人間行動 脳生理学的人間学』培風館　1981　ライフサイエンス教養叢書
- 『自己暗示術 「私は日に日によくなっていく!」』光文社カッパ・ブックス　1982
- 『「自分の時代」の人間関係学』PHP研究所　1982
- 『生気開放の健康学』筑摩書房　1983　ちくまセミナー
- 『「第三の女性」論 男と女の近未来はどう変わる』たばこ総合研究センター　1983
- 『年齢をとらない頭の本 管理職の人ヘ 酷使に耐える脳ミソ健康法』ベストセラーズ　1983　ワニの本
- 『脳をいかす教育 先生と親におくる脳生理学』国土社　1984
- 『やぶにらみ脳生理学』青土社　1984　のち中公文庫
- 『頭を良くする脳生理学』光村図書出版　1985　朝日カルチャー叢書
- 『脳と頭なるほどゼミナール 科学オンチ版』日本実業出版社　1985
- 『「ひらめき」の開発』1985　講談社現代新書
- 『「なれあい」の構造 コミュニケーションの人間学』ティビーエス・ブリタニカ　1986
- 『生き方のソフトウェア 人生の達人を目指して』潮文社　1988
- 『ストレス対策としての『遊び』のメカニズム』実業之日本社・実日新書　1988
- 『脳と人間と社会』法政大学出版局　1988
- 『なぜ人はたばこを吸うのか 適正喫煙と不適正喫煙』評伝社　1989
- 『ヒトはなぜ夢を見るのか 脳の不思議がわかる本』PHP研究所　1989　のち文庫
- 『ビジネスマンの全脳開発法 頭をどんどんよくする本』リクルート出版　1989
- 『人は「無意識」の世界で何をしているのか』PHP研究所　1990
- 『記憶の大脳生理学 もの憶えをよくするために』講談社ブルーバックス　1991
- 『「はんぱ」に生きちゃつまらない!! 成功する奴、落ち込む奴、この生き方の違いを知っているか』HBJ出版局　1991
- 『自分をもっと知るための才能論』PHP研究所　1992　「才能を伸ばす人、つぶす人 あなたの限界を打ち破るノウハウ」文庫
- 『「快脳」論 人はなぜ"快"を求めるのか』芸文社　1993
- 『ボケを防ぐ心の活性法』三省堂　1993　WACシニア・シリーズ
- 『脳を育てる生き方18章 年齢とともに頭の働きが良くなる処方箋』ベストセラーズ　1994
- 『脳とこころのなるほどサイエンス ヒトは何をどう感じ、どう考えるのか』日本実業出版社　1994
- 『脳を丈夫にする 油断するとすぐ衰える』マガジンハウス　1995　マグ・カルチャー
- 『人生は「失敗」から始まる 「ヤル気」と「生きがい」の脳科学』PHP文庫　1995
- 『泣いている脳から笑う脳へ』潮文社　2000
- 『なぜあの人は頭がよくはたらくのか やわらか思考で生活が変わる』双葉社　2001
- 『「忘れる脳」の構造改革』2004　小学館文庫

## 共編著
- 『暴走族 進学競争の裏側で』編　1975　日経新書
- 『脳と精神』塚田裕三,保崎秀夫共著　教養講座ライフサイエンス　共立出版　1976
- 『子どもの成長と脳のはたらき』近藤薫樹共著　1980　有斐閣新書
- 『「創造脳」開発法 日本人の右脳革命はまちがっている!』中山正和共著　PHP研究所　1983
- 『やわらかい脳とかたい脳』小峰佐利美共著　三笠書房　1986
- 『子育ての忘れもの 脳科学が教えてくれるしつけと才能開発』中岡嘉子共著　PHP研究所　1994

## 翻訳
- ミリアム&オットー・エイレンバーグ『ブレーンパワー ミリアム&オットー博士の頭脳の働きがグングンよくなる本!』三笠書房　1986

## 参考
- 追悼 千葉康則先生 TASC monthly 2005-02